# Kamila Valieva
Kamila Valeryevna Valieva (în rusă Камила Валерьевна Валиева, în tătară Камилә Валерий кызы Вәлиева; n. 26 aprilie 2006, Kazan, Tatarstan, Rusia) este o patinatoare rusă, specializată în patinajul individual. Deține titlul de campioană a Cupei Rostelecom (2021), campioană internațională Skate Canada (2021) și este deținătoare medalei naționale de argint a Rusiei în 2021.
În timpul Jocurilor Olimpice de iarnă din 2022, Kamila Valieva a fost testată pozitiv pentru trimetazidină la un control antidoping, un medicament interzis în campionatele de patinaj artistic. Investigațiile în acestă privință au început la mijlocul lunii februarie   Ulterior, Valieva a fost suspendată pentru patru ani de către Tribunalul de Arbitraj Sportiv de la Lausanne, fiindu-i retrase toate rezultatele înregistrate începând cu data de 25 decembrie 2021, între care titlul de campioană europeană din 2022 și medalia de aur de la Jocurile Olimpice alături de echipa Rusiei.
Valieva este deținătoarea actuală a recordului mondial pentru programul scurt feminin, pentru programul liber și pentru scorurile totale. De-a lungul carierei sale, Valieva a stabilit nouă recorduri mondiale. Este prima patinatoare care a depășit bariera de 250, 260 și 270 de puncte în scorul total (toate într-un sezon), prima care a obținut peste 170 și 180 de puncte în programul liber și prima care a obținut peste 90 de puncte în programul scurt. Este a doua femeie care a reușit să aterizeze un toe loop cvadruplu după partenera sa de antrenament și colega de echipă Alexandra Trusova, a patra femeie care a aterizat un salt cvadruplu de orice fel, a 16-a femeie care a aterizat un triplu Axel și a treia femeie care a aterizat un triplu Axel și un salt cvadruplu în același program după Alysa Liu și după partenera sa de antrenament și colega de echipă Sofia Akateva. Valieva este, de asemenea, prima patinatoare care a aterizat un salt cvadruplu într-o competiție olimpică.

## Viața personală
Valieva s-a născut la 26 aprilie 2006 în Kazan, Rusia și  este de etnia tătară.  Are un câine de companie, un pomeranian cu numele Lëva (Lyova),  pe care l-a primit în dar în 2019, de la fanii săi. Valieva a fost înscrisă la ore de gimnastică, balet și patinaj artistic de către mama ei la o vârstă destul de fragedă, însă a fost încurajată să se concentreze exclusiv pe patinaj după ce a împlinit cinci ani. Ea l-a numit pe Nathan Chen drept unul dintre patinatorii a căror tehnică și abilitate o admiră.  La fel ca și colega sa, Alexandra Trusova, în timpul competițiilor, Valieva preferă să folosească cizme de patinaj Edea albe, cu lame argintii.  

## Carieră

### Primii ani
Valieva a început să patineze în 2009 în RSDUSSHOR din Kazan.Prima ei antrenoare a fost Ksenia Ivanova, urmată de Marina Kudriavtseva, Igor Lyutikov și Natalia Dubinskaya.  Când a împlinit șase ani, s-a mutat la Moscova pentru a se antrena la SSHOR Moskvich. În primăvara lui 2018, Valieva a ajuns în clubul de patinaj Sambo-70 și a devenit parte a grupului antrenoarei Eteri Tutberidze.
În sezonul 2018-2019, înainte de debutul ei internațional, înregistrările programului scurt al Kamilei inspirate din pictura lui Pablo Picasso Girl on a Ball, au primit atenție mondială. Tutberidze l-a numit drept programul ei preferat al anului. Programul a atras și atenția nepoatei lui Picasso, Diana Widmaier Picasso, care a invitat-o pe Valieva să o viziteze la Paris. Alături de alte victorii din acest sezon, Kamila a câștigat Campionatul Rusiei (Younger Age) depășind rezultatele colegelor sale de antrenament Sofia Akatieva și Sofia Samodelkina. Ulterior s-a anunțat că Valieva își va păstra programul scurt pentru debutul internațional în sezonul următor.

### Sezonul 2019–2020: Campioană mondială printre juniori

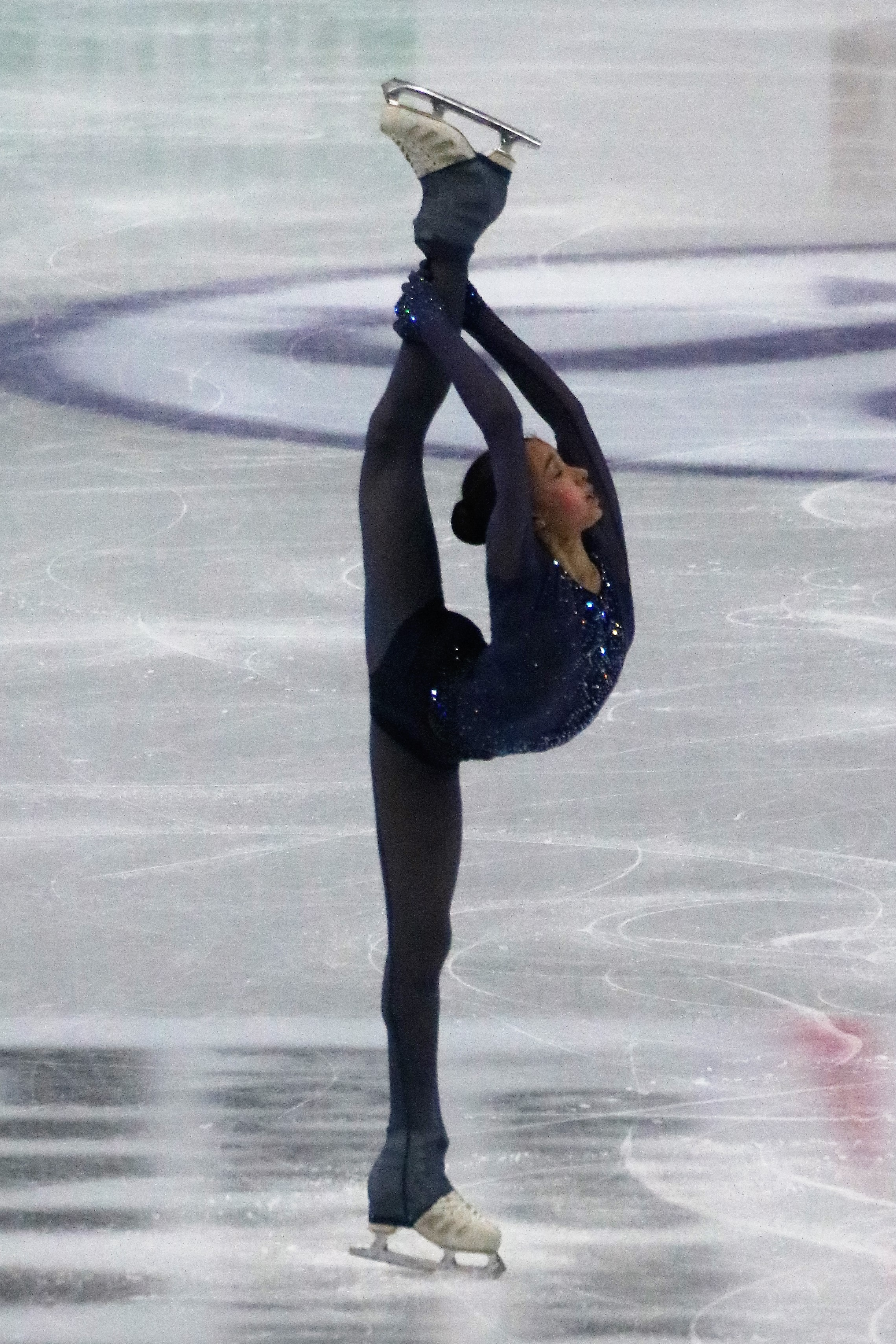
Valieva la finala Grand Prix pentru juniori 2019–20

Debutul internațional al Kamilei a avut loc la sfârșitul lunii august 2019, în cadrul competiției Junior Grand Prix din Courchevel, Franța. Plasându-se pe locul al treilea în programul scurt și pe primul loc în programul liber, a câștigat medalia de aur, depășind rezultatele lui Wi Seo-yeong din Coreea de Sud și a colegei sale de echipă și partenerei de antrenament Maiia Khromykh. În cadrul acestei competiții, Valieva a devenit a doua patinatoare din istorie care a aterizat un toe loop cvadruplu.Scorul ei total a fost al patrulea cel mai mare scor obținut de o patinatoare specializată în patinaj individual dintre juniori, după colegele sale de echipă Alexandra Trusova, Anna Shcherbakova și Alena Kostornaia . Valieva a devenit, de asemenea, a patra femeie junior care a depășit bariera de 200 de puncte în sistemul actual GOE (Grad de Execuție). 
O lună mai târziu, la JGP Rusia 2020, Valieva s-a clasat pe primul loc în ambele programe după ce a obținut cele mai bune scoruri personale depășind rezultatele compatrioatelor sale Ksenia Sinitsyna și Viktoria Vasilieva. A încercat pentru prima dată două toe loop-uri cvadruple în programul liber, aterizând unul dintre ele. Cu două medalii de aur, patinatoarea s-a clasat pe primul loc în finala Junior Grand Prix 2019-2020 din Torino, Italia. 
Înainte de finala Junior Grand Prix 2019-20 din decembrie, din cauza unei mici răni, Valieva a fost împiedicată să execute toe loop-ul cvadruplu. Ea a intrat în finală ca și co-favorită pentru titlu alături de Alysa Liu din Statele Unite. După ce s-a clasat pe locul al patrulea în programul scurt, Valieva a executat un program liber foarte precis după care a primit titlul și a depăși rezultatele obținute de Liu, care a pierdut primul loc în programul scurt după ce a interpretat greșit un triplu Axel și ambele sale Lutzes-uri, precum și rezultatele colegei sale de antrenament Daria Usacheva. 
La 13 ani, Valieva era prea tânără pentru a intra în  decembrie la Campionatele Rusiei din 2020 ca senior. În schimb, la începutul lunii februarie, Valieva a concurat la Campionatele Rusiei Junior din 2020, unde a obținut victoria după ce s-a clasat pe primul loc în ambele programe depășindu-le pe Akatieva și Usacheva. După ce și-a revenit după accidentarea anterioară, Valieva a inclus încă odată două toe loop-uri cvadruple în programul ei liber, și a efectuat o combinație cu un toe loop dublu. După această competiție, patinatoarea s-a alăturat echipei Rusiei în Campionatele Mondiale Junior din 2020 împreună cu colegele sale de echipă Usacheva, care s-a clasat pe locul al treilea, și Khromykh, care s-a clasat pe locul cinci; deținătoarea medaliei de argint Akatieva și deținătoarea locului al patrulea Sofia Samodelkina au fost prea tinere pentru a fi eligibile. 
Campionatele Mondiale Junior din 2020 au fost din nou văzute de mulți ca o confruntare între Valieva și Liu, care și-a apărat recent titlul la Campionatele SUA din 2020 la nivelul de senior. Valieva s-a clasat pe primul loc în programul scurt depășind rezultatele lui Lee Hae-in din Coreea de Sud și Usacheva, stabilind un nou record personal. Scorul ei de 74,92 de puncte a fost al doilea cel mai mare punctaj în programul scurt pentru juniori, după programului scurt al lui Kostornaia la finala Junior Grand-Prix din 2018–19. În programul liber, Kamila a avut o evoluție asemănătoare celei de la Campionatului Rusiei Junior. A efectuat o săritură toe loop cvadruplu deschis și a aterizat toate celelalte sărituri curat, inclusiv un al doilea toe loop cvadruplu în combinație. Valieva câștigat titlul și a devenit noua campioană mondială printre juniori, depășindule pe Usacheva și Liu. După competiție, patinatoarea a menționat că "a fost o mică greșeală în săritura toe loop, dar practic sunt mulțumită de performanța mea". 

## Premii
În februarie 2022, a primit Ordinul Prieteniei . 
La 18 martie 2022, la Kazan, președintele Tatarstanului Rustam Minnikhanov i-a acordat ordinul „Duslyk” și o medalie cu „100 de ani de la înființarea TASSR” mamei ei, Alsu Valieva.

## Programe

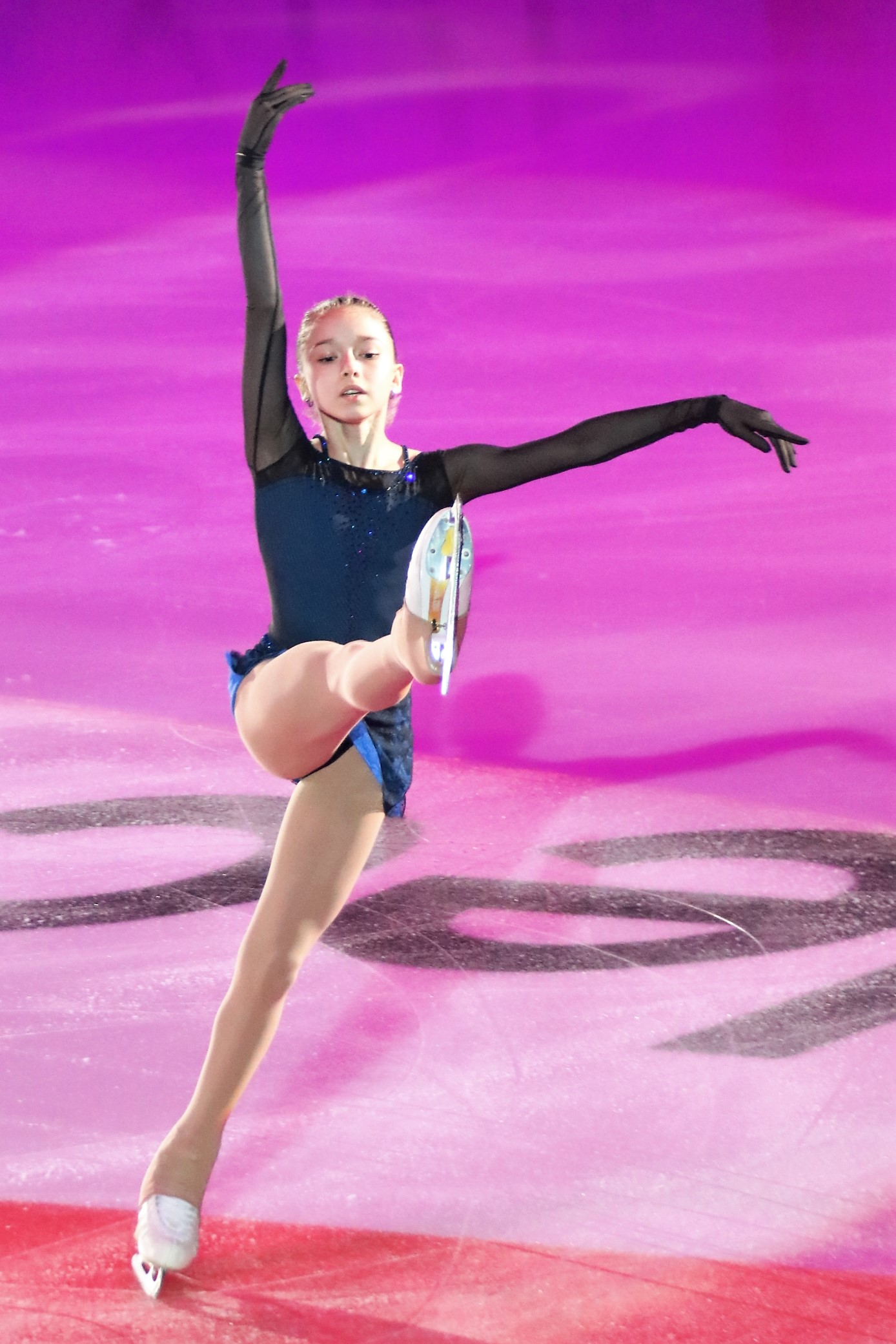
Valieva la Gala 2018 Rostelecom Cup

## Recorduri și realizări mondiale
- A devenit a doua femeie din istoria patinajului artistic care a aterizat un toe loop cvadruplu la JGP Franța (2019).
- A devenit prima femeie din istoria patinajului artistic care a depășit vreodată scorul de 90 în programul scurt, a depășit bariera de 170 și 180 de puncte în programul liber, precum și bariera de 250, 260 și 270 de puncte în total.
- A stabilit recordul printre juniori pentru cel mai mare scor pentru programul liber și pentru punctajul total la Campionatele Mondiale Junior din 2020, depășind recordurile anterioare în ambele categorii stabilite de colega sa de antrenament Alexandra Trusova. Scorurile ei record au fost depășite ulterior de colega sa de echipă Sofia Akateva în 2021.
- A stabilit noul record printre seniori pentru cel mai valoros triplu Axel cu 11,54 puncte la Campionatele Europene din 2022
- A devenit prima femeie europeană care a aterizat un triplu Axel și prima femeie care a aterizat o săritură cvadruplă la Jocurile Olimpice în timpul competiției pe echipe, desfășurat în perioada 4-7 februarie 2022. [16]

### Recorduri mondiale printre seniori
Valieva a stabilit opt recorduri mondiale.

## Repere competitive
GP: Grand Prix; JGP: Junior Grand Prix
| Internațional | Internațional | Internațional | Internațional         |
| Eveniment | 19–20         | 20–21         | 21–22                 |
| --- | ------------- | ------------- | --------------------- |
| Jocurile Olimpice                                                                                                |               |               | DSQ                   |
| Campionate Europene                                                                                              |               |               | DSQ                   |
| Finala GP |               |               | C                     |
| GP Rostelecom |               |               | 1                     |
| GP Skate Canada⁠(d)                                                                                               |               |               | 1                     |
| CS Finlandia⁠(d)                                                                                                  |               |               | 1                     |
| Internațional: juniori                                                                                           |               |               |                       |
| Lumile Juniorilor                                                                                                | 1             |               |                       |
| Finala JGP | 1             |               |                       |
| JGP Franța | 1             |               |                       |
| JGP Rusia | 1             |               |                       |
| Național |               |               |                       |
| Campionatul Rusiei                                                                                               |               | al 2-lea      | DSQ                   |
| Junior Rusia | 1             |               |                       |
| Cupa Rusiei (finală)                                                                                             |               | 1             |                       |
| Evenimente de echipă                                                                                             |               |               |                       |
| Jocurile Olimpice                                                                                                |               |               | DSQ                   |
| Trofeul Channel One                                                                                              |               | primul T 1 P  | al 2-lea T al 2-lea P |
| TBD = Atribuit; T = rezultatul echipei; P = rezultat personal. Medalii acordate numai pentru rezultatul echipei. |               |               |                       |

| sezonul 2021-22      |                                                       |           |            |              |         |
| Data                 | Eveniment                                             | SP        | FS         | Total        | Detalii |
| 25-27 martie 2022    | Trofeul Channel One 2022                              | 1 83,63   | 2 173,88   | 2T/2P 257,51 |         |
| 15-17 februarie 2022 | Jocurile Olimpice de iarnă din 2022                   | DSQ 82,16 | DSQ 141,93 | DSQ 224,09   | Detalii |
| 4-7 februarie 2022   | Jocurile Olimpice de iarnă 2022 – Eveniment pe echipe | DSQ 90,18 | DSQ 178,92 | DSQ 269,10   | Detalii |
| 13-15 ianuarie 2022  | Campionatele Europene 2022                            | DSQ 90,45 | DSQ 168,61 | DSQ 259,06   | Detalii |
| 21-26 decembrie 2021 | Campionatele Rusiei din 2022                          | 1 90,38   | DSQ 193,10 | DSQ 283,48   | Detalii |
| 26-28 noiembrie 2021 | Cupa Rostelecom 2021                                  | 1 87,42   | 1 185,29   | 1 272,71     | Detalii |
| 29-31 octombrie 2021 | 2021 Skate Canada International                       | 1 84.19   | 1 180,89   | 1 265,08     | Detalii |
| 7-10 octombrie 2021  | Trofeul CS Finlandia 2021                             | 3 74,93   | 1 174,31   | 1 249,24     | Detalii |

### Nivelul Junior

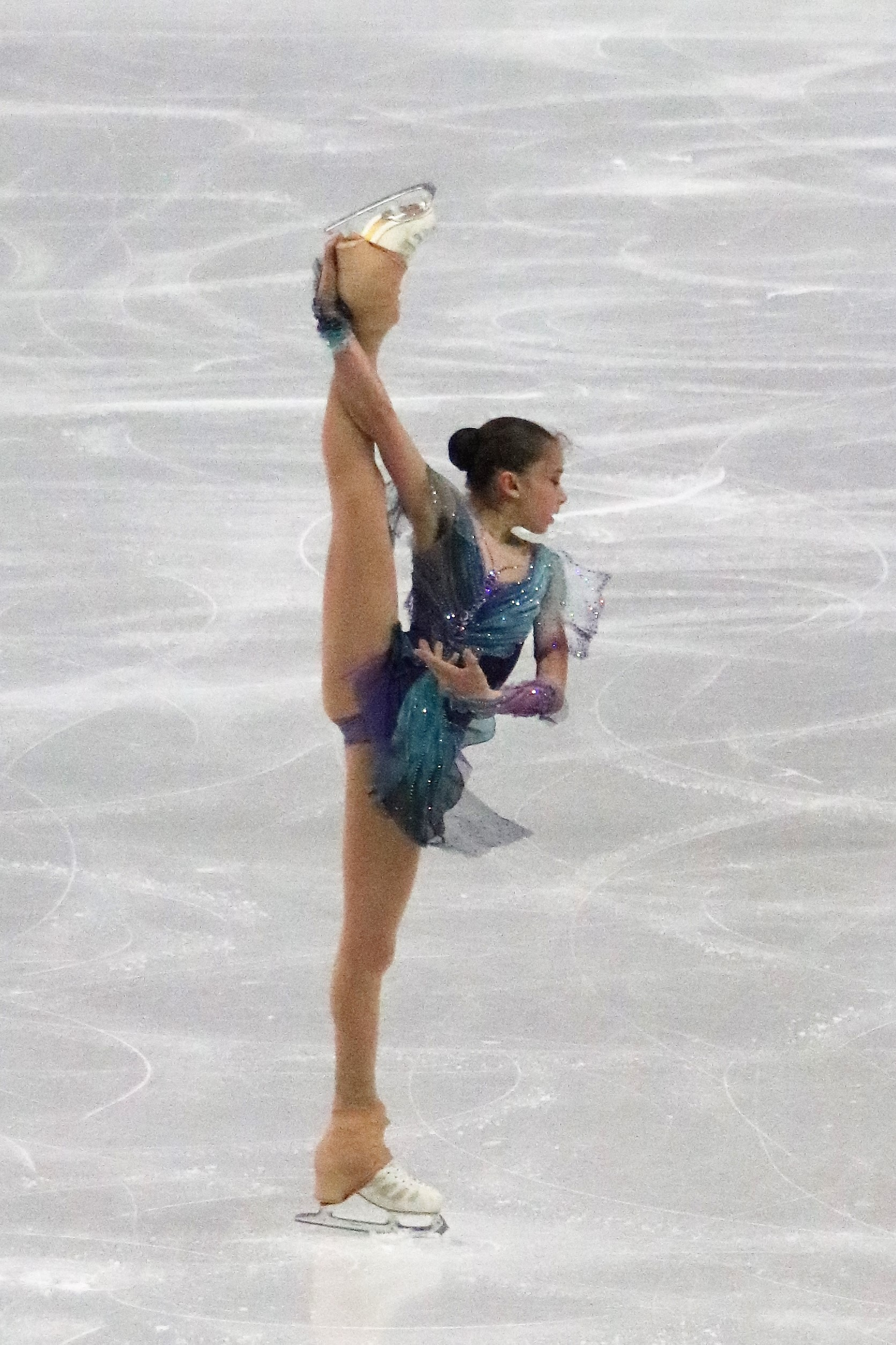
Valieva la finala Junior Grand Prix 2019–20

Micile medalii pentru programele scurte și programele libere acordate doar la Campionatele ISU. Scorurile precedente ale recordurilor mondiale pentru juniori sunt evidențiate cu caractere bold.
| sezonul 2020-21              |                                      |         |          |              |         |
| Data                         | Eveniment                            | SP      | FS       | Total        | Detalii |
| 26 februarie – 2 martie 2021 | Finala Cupei Rusiei 2021             | 1 88,71 | 3 149,29 | 1 238,00     | Detalii |
| 5-7 februarie 2021           | Trofeul Channel One 2021             | 1 90,25 | 1 179,19 | 1T/1P 269,44 |         |
| 23-27 decembrie 2020         | Campionatele Rusiei 2021             | 2 79,99 | 2 174.02 | 2 254.01     | Detalii |
| 5-8 decembrie 2020           | Seria Cupei Rusiei 2020, Etapa a 5-a | 1 86,20 | 1 168,66 | 1 254,8      | Detalii |
| 10-13 octombrie 2020         | Seria Cupei Rusiei 2020, etapa a 2-a | 1 85.10 | 3 148,60 | 2 233,70     | Detalii |
| sezonul 2019-20              |                                      |         |          |              |         |
| Data                         | Eveniment                            | SP      | FS       | Total        | Detalii |
| 2-8 martie 2020              | Campionatele Mondiale Junior 2020    | 1 74,92 | 1 152,38 | 1 227.30     | Detalii |
| 4-8 februarie 2020           | Campionatele Rusiei Junior 2020      | 1 78,50 | 1 159,67 | 1 238,17     | Detalii |
| 5-8 decembrie 2019           | Finala JGP 2019–20                   | 4 69.02 | 1 138,45 | 1 207,47     | Detalii |
| 11-14 septembrie 2019        | 2019 JGP Rusia                       | 1 73,56 | 1 148,39 | 1 221,95     | Detalii |
| 21-24 august 2019            | 2019 JGP Franța                      | 3 62.31 | 1 138,40 | 1 200,71     | Detalii |

## Legături externe
Materiale media legate de Kamila Valieva la Wikimedia Commons
- en Kamila Valieva la Olympedia.org